# Chirita lienxienensis
Chirita lienxienensis är en tvåhjärtbladig växtart som beskrevs av Wen Tsai Wang. Chirita lienxienensis ingår i släktet Chirita och familjen Gesneriaceae. Inga underarter finns listade i Catalogue of Life.